# Hrycawiec (stacja kolejowa)
Hrycawiec (biał. Грыцавец, ros. Грицевец) – stacja kolejowa w miejscowości Hrycawiec, w rejonie baranowickim, w obwodzie brzeskim, na Białorusi. Leży na linii Moskwa - Mińsk - Brześć.